# Charaxes jalinder
Charaxes jalinder är en fjärilsart som beskrevs av Butler 1872. Charaxes jalinder ingår i släktet Charaxes och familjen praktfjärilar. Inga underarter finns listade i Catalogue of Life.

## Bildgalleri

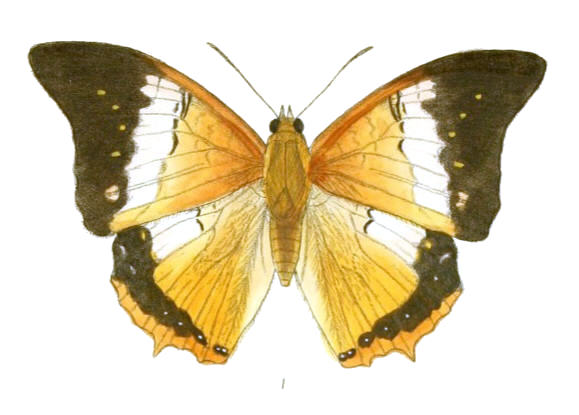
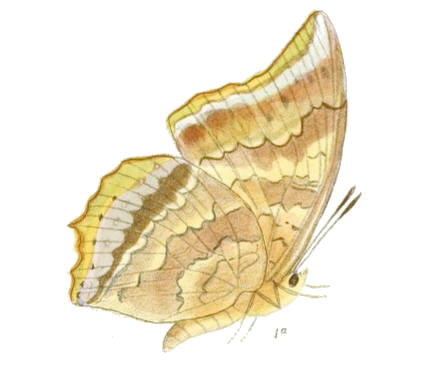
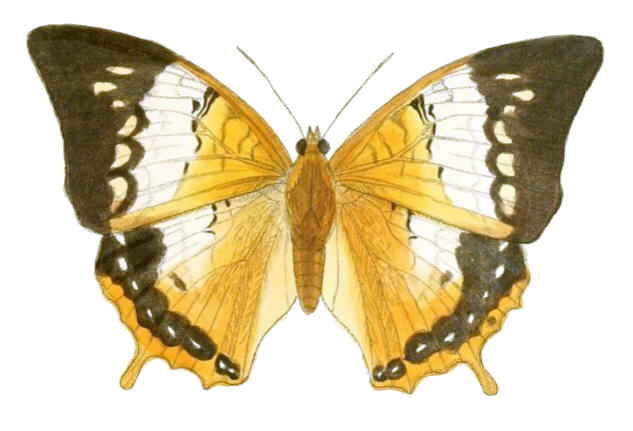
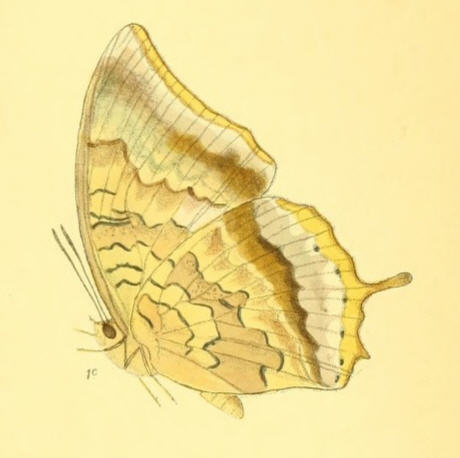